# Eso que nos enamora
Eso que nos enamora es una película de Argentina filmada en colores dirigida por Fernando Mordkowickz sobre su propio guion que se estrenó el 5 de diciembre de 2018 y tuvo como actores principales a Paula Cancio, Julián Kartun, Carlos Portaluppi, Benjamín Rojas y Leticia Siciliani.

## Sinopsis
Sin novia, casa ni trabajo, a sus 30 años Ariel vive con su primo y en una fiesta realizada por este en la casa encuentra dormida en su cuarto a Noemí, una mujer que esconde un pasado misterioso. A partir de ahí Ariel emprenderá una nueva búsqueda de la felicidad.

## Reparto
Participaron del filme los siguientes intérpretes:
- Paula Cancio...Noemí
- Barbie Funes...Juli
- Julián Kartun...Manuel
- Sabrina Machi...	Flor
- Carlos Portaluppi...Laucha
- Benjamín Rojas...Ariel
- Leticia Siciliani...	Romina

## Comentarios
Lucas Asmar Moreno en La Voz del Interior escribió:

”No hay rasgo original que haga de Eso que nos enamora una propuesta digna. Sus lugares comunes vienen acompañados por una desconcertante fealdad visual…una película que incomoda por su precariedad plástica y que desilusiona por su déficit de imaginación…Conjunto inorgánico de personajes que no logra desestabilizar la monotonía de un relato.“

Gaspar Zimerman en Clarín escribió:

”Ya se sabe que la originalidad está sobrevalorada, pero en su opera prima, Federico Mordkowicz ni siquiera consigue contar la historia de siempre con voz propi..